# Arnold Brešijski
Arnold Brešijski oziroma Arnold Breški (italijansko Arnaldo da Brescia; latinsko Arnaldus Brixiensis;  madžarsko Bresciai Arnold; rusko Арнольд Брешианский; nemško Arnold von Brescia; angleško Arnold of Brescia)), italijanski teolog in avguštinski regularni kanonik, ki je bil obsojen kot heretik; * okoli 1090 Brescia (Papeška država Sveto rimsko cesarstvo); † okoli 1155 Rim (Papeška država, Sveto rimsko cesarstvo).

## Življenjepis
Arnold Breški je bil regularni kanonik  po rodu iz Brescie v Lombardiji . 

### Mladost in učenje
Rodil se je v Brescii okrog 1090, od to nadevek „Breški”. Bil je učenec francoskega  sholastičnega teologa, filozofa in pesnika Petra Abelarda. V domačem kraju je postal avguštinski regularni kanonik in tudi samostanski predstojnik v San Pietro a Ripa . Regularni kanoniki so skušali živeti podobno redovni skupnosti, in so imeli vse premoženje skupno. 1119 je začel v Brescii pod vplivom patarenov  učiti, da lahko samo „čisti” in „neoporečni” duhovniki veljavno delijo zakramente, medtem ko so zakramenti iz rok „nečistih” ali „oporečnih” duhovnikov in škofov neveljavni. 

### Obsodba učenja
Bil je asketskega duha in zgovoren pridigar; ker je hotel obnoviti posvetno duhovščino, je sodeloval tudi v občinski upravi. Ko se je domači škof Manfred (Manfredo) mudil v Rimu, je menda prepričal someščane, naj mu prepovejo vrnitev. Ko je za to zvedel papež Inocenc, ga je dal izgnati iz njegove škofije, v katero bi se mogel vrniti le s papeževim dovoljenjem. 
To je bilo izrečeno na  Drugem lateranskem vesoljnem cerkvenem zboru 1139, ki ga je sklical papež Inocenc II., čeprav tega ne najdemo med koncilskimi kanoni. 
Don Bosko o tem poroča takole: Deseti ekumenski koncil, Drugi lateranski koncil oziroma Drugi lateranski vesoljni cerkveni zbor je sklical papež Inocenc II., da bi obsodil zmote Petra Bruiškega) (Pietro di Bruis) in Arnolda Breškega (Arnaldo di Brescia), ki sta brezbožno podcenjevala daritev svete maše, češčenje svetnikov, krst otrok, izročilo in spise svetih očetov.
Zato je Arnold odšel iz Italije v Pariz, kjer je nekaj časa tudi poučeval dijake in zagovarjal misel, da se mora Cerkev odpovedati vsaki politični in gmotni moči ter zagovarjal popolno uboštvo. Na Senškem koncilu 2. junija 1140  v prepiru med Bernardom in Abelardom stopil na stran zadnjega. Koncil je obsodil Abelarda in Arnolda na odhod v samostan v popolnem molku; prvi se je pokoril, drugi pa je trmasto vztrajal pri svojem; čeprav so ga zaprli v samostan, je ušel in začel hujskati množice zoper kler, nakar ga je kralj Ludvik VII. dal izgnati tudi iz Francije. Sprejeli so ga avguštinci v Zürichu; nekaj časa je na svojo stran dobil tudi škofa v Konstanzi; na opozorilo svetega Bernarda je pretrgal stike z njim; med tem je našel v kardinalu Gvidu de Castello prijatelja in zavetnika. Arnold je bil mnenja, da je glavni vir pokvarjenosti Cerkve svetna oblast klera; temeljito lahko razmere popravi popolna in stroga ločitev cerkvenih in posvetnih zadev. Postal je eden izmed voditeljev meščanskega gibanja, ki naj bi omejilo papeško oblast. 
Sodeloval je pri obnovi senata („renovatio senatus”) in pri vstaji, ki je privedla do izgnanstva Evgena III., ko so ustanovili rimsko mestno republiko (1145).

### Papež Lucij II.
Gerard Caccianemici je bil izvoljen za papeža 12. marca 1144; posvečenje je prejel 15. marca 1144. V svojem kratkem pontifikatu je imel veliko opraviti z Normani na jugu Italije, v Rimu pa je povzročal in spodbujal nemire heretik Arnold Brešijski. Učil je spočetka neke vrste komunistične nauke: Pridigal je revno Cerkev brez »bogatih« škofov. Najprej je Rimljanom v živih barvah naslikal nekdanjo slavo, ki jo je primerjal s sedanjo revščino; nato je nahujskal ljudstvo, naj obnovi nekdanjo ljudsko vladavino (republiko). Ta »komunistični« duh se je širil iz Lombardije proti jugu in v Rimu so 1143 razglasili republiko.
Ljudstvo je res izvolilo za konzula Anakletovega brata Jordana Pierleoneja (Jordanus, Jordan). Za senat je zahteval stare pravice; od papeža in duhovščine je zahteval, naj se odpovejo vsej svetni oblasti in premoženju ter naj živijo samo od desetine. Izbruhnila je vstaja. Papež se je obrnil za pomoč na nemškega kralja Konrada, ki mu je ognjevito pismo napisal tudi sveti Bernard. Prosil je tudi za pomoč sicilskega kralja Rogerja.
Vojaška pomoč je izostala. Papež je sestavil med aristokracijo stranko, ki so jo podpirali predvsem Frangipani. Po celi soseski Foruma je bilo kmalu slišati žvenketanje orožja. Ko je zaman čakal pomoči, je sam vzačel oblegati z malim krdelom Kapitol. Nekaj velikih kamnov, ki so jih branilci valili s Kapitola, ga je hudo ranilo in povzročilo ali pospešilo njegovo smrt. Tako poroča Godfrid Viterbski. Domači zgodovinarji o tem napadu ne vedo ničesar; bolj verjetno se zdi, da do poboljšanja zdravja, ki se ga je v bolezni 22. septembra Lucij že veselil, ni prišlo in da je umrl naravne smrti. 

Umrl je 15. februarja 1144 pri Sv. Gregorju na Clivus Scauri na Celiju v Rimu, ki je bil pod oblastjo Frangipanov.

### Papež Evgen III.
V Rimu pa je šele po papeževem pobegu začela zares vreti prekucija. Senat je razglasil prenehanje prefekture, ki je predstavljala papeško in cesarsko oblast. Leone Jordan se je oklical za »patricija« in edinega gospodarja Rima ter je od vsakogar zahteval, naj priseže na novo ustavo; kdor pa je to odklonil, so ga enostavno zaklali. Niso se usmilili niti tistih, ki so se zatekli v cerkve; romarje so oropali, palače plemičev in kardinalov pa izropali. 

Sveti Bernard,  ki so ga Rimljani nekdaj slavili kot »očeta domovine«, jim je napisal pismo, v katerim je med drugim dejal:
»Obračam se k tebi, ti ljudstvo velike preteklosti, jaz ubogi, nepomembni človeček. To sramoto, kakršno ste napravili nad apostoli, vsak kristjan občuti, obžaluje in ga boli. Kaka ponorelost je to, da si upate žaliti svetovne poglavarje, ki so poleg tega vaši posebni zaščitniki? Mar ni bilo potrebno, da bi jih ravvno vi branili, če jih drugi napadajo. O vi nespametni! Ali ne spoznavate, kaj je vaša slava? Glavarja Cerkve, ki je tudi vaš poglavar, hočete poniževati, namesto da bi ga – če bi nanesla potreba – do kraja branili.« Arnold Breški je sicer res prišel v Viterbo in kleče prosil papeža za odpuščanje. Evgen je imel njegovo spreobrnjenje za iskreno: dal mu je odvezo in ga poslal na romanje v Rim za pokoro. Ko bi vedel, da je s tem vrgel iskro v slamo! 

Evgen III. je z živo diplomatsko dejavnostjo pridobil kampanijsko in rimsko plemstvo. Bernardovo pismo pa je tako vplivalo na ljudstvo, da sta patricij in senat takoj spoznala, da sta ostala sama. Pa tudi papež ni hotel preveč napenjati strune, in je ponudil upornikom mir pod naslednjimi pogoji: vzpoztavijo naj nazaj papeško svetno oblast; petdesetčlanski senat lahko sicer ostane, vendar le z gospodarskimi pooblastili; njegove člane voli ljudstvo, toda potrjuje jih papež. Pravzaprav naj ostane vse, kakor je bilo pred vstajo. Ko so sporazum pisno potrdili, se je Evgen 20. decembra 1145 napotil v Rim. Ljudstvo je vriskalo od veselja in ga rajajoč spremljalo v zmagoslavnem sprevodu v Lateran. Toda tukaj je bil zopet tudi Arnold! Odšel je na Kapitol, kjer je začel grmeti o stari rimski slavi, o dobi Konstantina Velikega  in Justinijana  ter o sedanjem sužnjevanju. In ljudstvo, ki je decembra vpilo papežu »Hozana!«, ga je januarja zopet prisililo k begu. Papež je po kratkem bivanju v Sutriju in Viterbu prešel v Francijo.

## Ujetje in smrt
Arnold je upal na podporo svetorimskega cesarja Friderika Barbarossa v njegovem nastopanju proti papežu Hadrijanu, ki ga je najprej dal izgnati, ker se je tedaj pomiril z rimskim senatom. Zato se je napotil proti severu, da bi se srečal s cesarjem.
Na svojem pohodu v Italijo 1155 ga je cesar na njegovem begu v soteski pri San Quirico d'Orcia v Toskani ujel in ga poslal v Rim, kjer ga je dal obesiti kot heretika; nato so njegovo truplo sežgali in pepel raztresli po reki Tiberi, da ga njegovi privrženci ne bi začeli častiti. 

### Spomin
Njegovi pripadniki arnoldisti so se pozneje združili z italijanskimi valdežani  in „lombardijskimi reveži”.
Bil je spodbujevalec protipapeškega in avtonomističnega gibanja. Njegove zamisli o revni Cerkvi so zagovarjali tudi gibelini. 